# Westfield Mall of Scandinavia
Il Westfield Mall of Scandinavia è un centro commerciale situato a Solna, municipalità della contea di Stoccolma, in Svezia.
Con i suoi 101 048 m² di superficie commerciale utile è il più grande centro commerciale del paese. Ospita più di 200 negozi e 3 700 posti auto.
La struttura fa parte dell'area urbana denominata Arenastaden, la quale include anche la Friends Arena (il più grande stadio in Svezia) oltre ad uffici, hotel e unità abitative.
La sua costruzione, che iniziò nel gennaio 2012, culminò con l'inaugurazione avvenuta il 12 novembre 2015. L'investimento per la sua costruzione venne quantificato in 6 miliardi di corone svedesi. Il 28 settembre 2019 il Mall of Scandinavia venne ribattezzato con il nuovo nome di Westfield Mall of Scandinavia, a seguito dell'acquisto di Westfield Corporation da parte del gruppo Unibail-Rodamco.